# Zamek Arundel
Zamek Arundel (ang. Arundel Castle) – odnowiony średniowieczny zamek w Arundel w hrabstwie West Sussex w Anglii, siedziba rodowa książąt Norfolk.

## Historia
Pierwotnie, zamek miał strukturę typu motte. W uznaniu zasług Wilhelm Zdobywca mianował Rogera de Montgomery pierwszym Hrabią Arundel, nadając mu nieruchomość w pakiecie, który obejmował liczne dwory. Roger rozpooczął budowę zamku Arundel około 1067 roku.
Po Rogerze, zamek stał się własnością Adelizy z Lowanium i jej męża Wilhelma de Albini. W 1139 roku gościła tu cesarzowa Matylda. Rodzina d'Aubigny miała zamek w swoim posiadaniu do 1243 roku, kiedy zmarł Hugon d'Aubigny. Następnie, dziedzictwo przeszło na Johna Fitzalana.
Zamek przeszedł na rodzinę Howardów, gdy Mary FitzAlan, dziedziczka Henry'ego Fitzalana, 12. hrabiego Arundel, poślubiła Thomasa Howarda, 4. księcia Norfolk.

Herb księcia Norfolk